# Oumm al Qaïwaïn (émirat)
Pour les articles homonymes, voir Oumm al Qaïwaïn.
Oumm al Qaïwaïn ou Umm al-Qaiwain, Umm al-Qawain, Umm al-Qaywayn, Umm el-Qiwain, Umm al-Qiwain, Umm al-Quwain, en arabe أم القيوين, Umm al-Qaywayn, est l'un des sept Émirats arabes unis, dont la capitale qui lui doit son nom est la ville d'Oumm al Qaïwaïn, et qui signifie mère de deux pouvoirs en arabe.

## Histoire
Quelques sites archéologiques : As Sibbiyyah, Hamriya.
En 1775, les Al Mu`alla du clan des Al `Ali s'établissent à l'emplacement actuel de la ville d'Oumm al Qaïwaïn. Le 8 janvier 1820, l'émirat signe le Traité maritime général (General Maritime Treaty) avec le Royaume-Uni qui chasse l'influence ottomane et instaure un protectorat britannique.
Le 2 décembre 1971, l'émirat participe à la création des Émirats arabes unis.

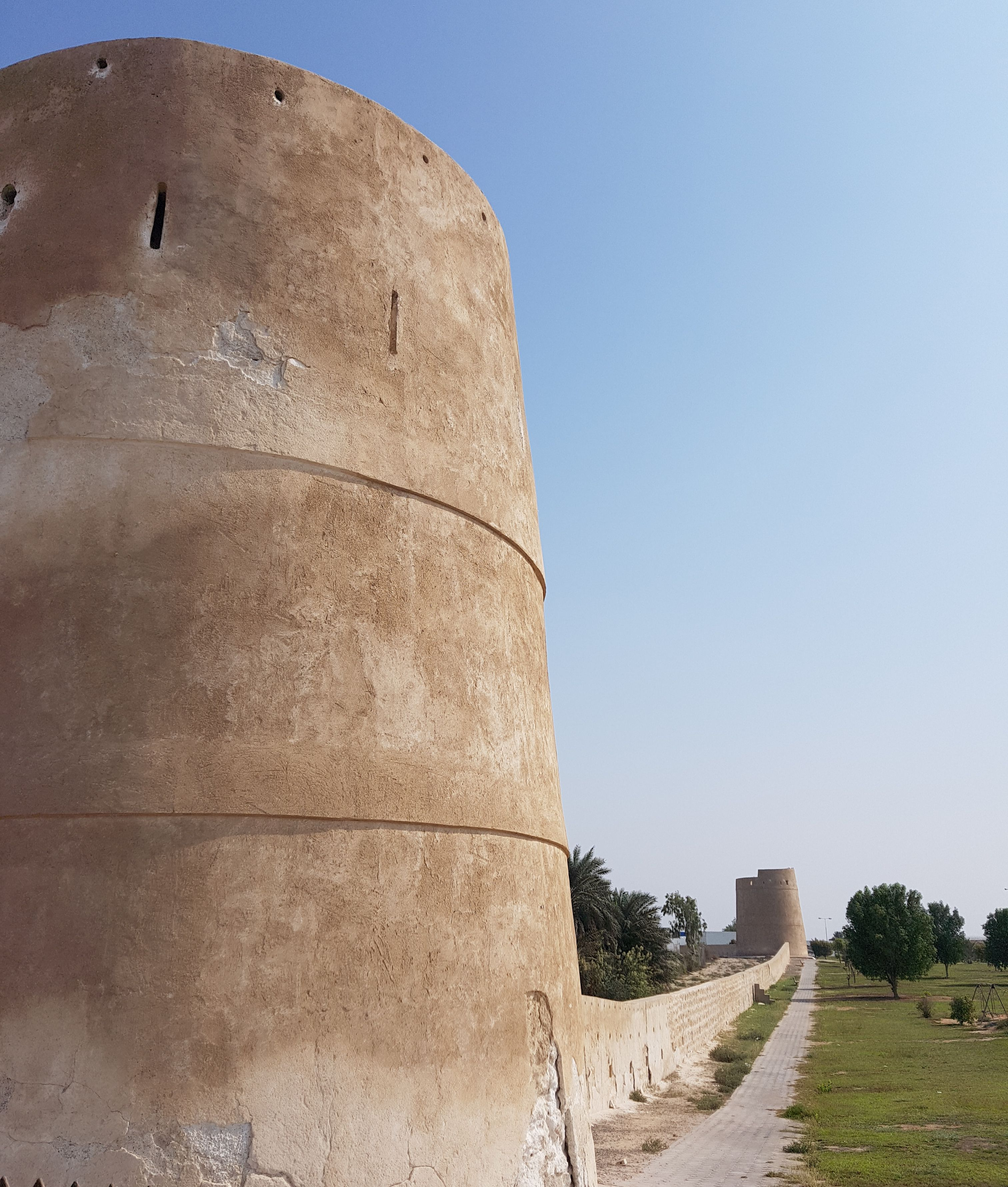
Le mur de protection et les tours de guet gardant la vieille ville d'Umm Al Quwain

## Géographie

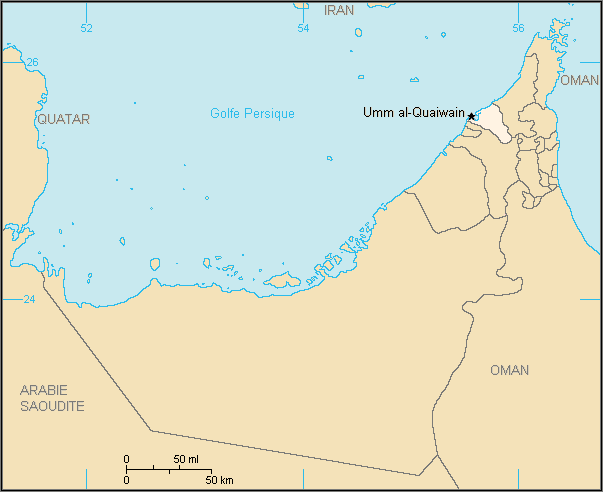
Carte de l'émirat d'Oumm al Qaïwaïn

L'émirat d'Oumm al Qaïwaïn se situe dans le Nord des Émirats arabes unis, sur la côte du golfe Persique. Avec celui d'Abou Dabi, il est le seul des sept émirats dont le territoire est constitué d'un seul tenant : il ne possède donc ni enclave, ni exclave. Il a des frontières avec les émirats de Ras el Khaïmah et de Charjah.

### Îles
- Jazīrat as Sīnīyah: c'est sur cette île que fut découvert un monastère chrétien actif entre 534 et 656. Outre son église et son autel, le site à révélé des fonts baptismaux, un four à pain ainsi qu'un autre bâtiment pouvant être l'habitation du premier desservant[2].

## Politique
L'émir actuel est Saud bin Rashid Al Mualla depuis le 2 janvier 2009. Comme dans les autres émirats, le droit et les lois sont basés sur la Charia.

### Liste des émirs d'Oumm al Qaïwaïn
- 1775 - fin du XVIIIe siècle Majid Al Mu`alla
- fin du XVIIIe siècle - 1816 Rashid Ier bin Majid Al Mu`alla
- 1816 - 1853 Abdullah Ier ben Rachid Al Mu`alla
- 1853 - 1873 Ali bin Abdullah Al Mu`alla
- 1873 - 13 juin 1904 Ahmad Ier bin Abdullah Al Mu`alla
- 13 juin 1904 - août 1922 Rachid II ben Ahmad Al Mu`alla
- août 1922 - octobre 1923 Abdullah II ben Rachid Al Mu`alla
- octobre 1923 - 9 février 1929 Hamad ben Ibrahim Al Mu`alla
- 9 février 1929 - 21 février 1981 Ahmad II bin Rachid Al Mu`alla
- 21 février 1981 - 2 janvier 2009 Rachid III bin Ahmad Al Mu`alla
- 2 janvier 2009 - Saoud bin Rachid Al Mu`alla

## Économie
Contrairement aux autres émirats, Oumm al Qaïwaïn ne tire pas ses revenus du pétrole et du gaz naturel mais de la pêche et de la culture des dattes.

## Population
La ville d'Oumm al Qaïwaïn compte 46 222 habitants soit 80 % de la population de l'émirat.

## Philatélie
Entre 1964 et 1972, Oumm al Qaïwaïn a émis 107 timbres et séries, quarante timbres et séries pour la poste aérienne, dix timbres de service et huit timbres de service pour la poste aérienne avec pour légende Umm al Qiwain.
Les timbres de ce pays (ainsi que ceux des autres émirats, entre 1964 et 1972) ne sont pas très pris au sérieux par les philatélistes du monde entier, d'autant plus que les courriers qui circulaient, ou sortaient de cet émirat, entre 1964 et 1972, étaient très rares, car à l'époque, 85 % des adultes, au moins, étaient analphabètes, et le pétrole n'avait pas encore changé les habitudes des populations des émirats. 99 % des timbres (au moins) étaient vendus à l'étranger via des marchands philatéliques britanniques. Les philatélistes recherchent en revanche, ces timbres, sur courriers, avec oblitérations.
Depuis 1972, l'émirat utilise les timbres des émirats Arabes Unis, et ces timbres sont recherchés par les philatélistes, et sont de ce fait, beaucoup moins courants que ceux émis par Oumm-al-Qaïwain, entre 1964 et 1972. De plus, les timbres des émirats Arabes Unis abordent des thèmes locaux, et propres à la vie quotidienne, et à la faune de ce pays, alors que les timbres fantaisistes de Oumm al Qaïwain abordaient des thèmes étrangers, et divers, qui ne concernaient nullement la vie et l'histoire de cet émirat.

### Sources
- (en) Dirigeants d'Oumm al Qaïwaïn

### Référence
1. ↑  (fr) Site officiel du ministère français des Affaires étrangères
2. ↑  Archéologia, décembre 2022, n°615, p. 19